# Ri Myong-su
Ri Myong-su (* 20. Februar 1934 oder 1938 in Myŏngch'ŏn-gun, Hamgyŏng-pukto) ist ein nordkoreanischer Politiker der Partei der Arbeit Koreas (PdAK) und General der Koreanischen Volksarmee (KVA), der Minister für Volkssicherheit, Mitglied des Politbüros des Zentralkomitees (ZK) der PdAK sowie Mitglied der Nationalen Verteidigungskommission war. Zurzeit ist er noch Mitglied des ZK der PdAK sowie Deputierter der 12. Obersten Volksversammlung. Ri gehörte zu den militärischen Beratern des am 17. Dezember 2011 verstorbenen Machthabers Kim Jong-il.

## Leben

### Aufstieg zum General und Leiter der Operationsabteilung der Volksarmee
Ri Myong-su trat im Juli 1950 während des Koreakrieges in die Volksarmee ein und absolvierte anschließend ein Studium an der Kim-Il-sung-Militäruniversität. Nach deren Abschluss diente er in den 1960er und 1970er Jahren in verschiedenen Operations- und Kommandofunktionen im V. Armeekorps. Im November 1980 erfolgte seine Ernennung zum Direktor des Museums für den vaterländischen Befreiungskrieg in Pjöngjang, ehe er in den 1980er Jahren verschiedene Verwendungen im III. Armeekorps fand.
Nachdem Ri Myong-su im April 1992 zum Generalleutnant befördert worden war, wurde er im Dezember 1993 zum Chef des Stabes des III. Armeekorps ernannt. Seine Dienstzeit im III. Armeekorps, das den äußeren Verteidigungsring um Pjöngjang bildet, erfolgte während eines größeren Personalwechsels von älteren Offizieren und den formellen Übergang von Kim Il-sung zu Kim Jong-il, was ihm die Gunst und das Vertrauen Kim Jong-ils einbrachte.
1995 erfolgte seine Beförderung zum Generaloberst und wurde als solcher im November 1996 zum Leiter der Operationsabteilung des Generalstabes der Volksarmee ernannt und war damit zugleich Erster Vize-Chef des Generalstabes. In dieser Position war er zuständig für das operative Tagesgeschäft der Boden-, See-, Luft- und Luftabwehrkräfte. Im Falle eines Krieges oder einer nationalen Krise übernimmt der Leiter der Operationsabteilung die Kontrolle der Schnittstelle zwischen dem Oberkommando, den konventionellen Streitkräften, den Reserveeinheiten und den zivilen Verteidigungsbrigaden.
Nach seiner Ernennung wurde er zugleich ständiger Begleiter von Kim Jong-il bei dessen Inspektionsreisen, wobei er in der Regel auch General Hyon Chol-hae, der stellvertretende Leiter der politischen Hauptabteilung und Leiter der Logistikabteilung, an diesen Inspektionen teilnahm. Ri und Hyon wurden in den 1990er und 2000er Jahren zu Kim Jon-ils öffentlichen Adjutanten. Seine Anwesenheit an der Seite Kim Jong-ils in den staatlichen Medien war so verbreitet, dass er auf Gedenkmarken erschien, wenngleich seine soziale und persönliche Beziehungen zum Machthaber keine besonders engen war. Die Verbindungen zum engeren Zirkel um Kim Jong-il kamen durch seine Beziehungen zum mittlerweile verstorbenen Vizemarschall Jang Song-u zustande, der zu der Zeit Kommandeur des III. Armeekorps war als Ri Chef des Stabes dieses militärischen Großverbandes war. 
Ri Myong-su, der im Juli 1998 erstmals zum Deputierten der Obersten Volksversammlung gewählt und im Oktober 2000 zum General befördert wurde, war zwischen 2003 und 2006 neben General Hyon, General Pak Jae-gyong, den späteren Vorsitzenden des Ministerrates Choe Yong-rim, und mehreren anderen Personen Mitglied der Kommandogruppe der Volksarmee für Spezialoperationen. Diese Gruppe, die Kim Jong-il in dessen Funktion als Oberkommandierender der Volksarmee zugeordnet war, leitete die Planung von Kontingenten und Operationen innerhalb Nordkoreas nach dem Irakkrieg 2003 durch die US Army und deren Koalitionskräften.
2007 wechselte General Ri zur Nationalen Verteidigungskommission (NVK), wo er Leiter von deren Verwaltungsbüro wurde. In dieser Position war er verantwortlich für das Tagesgeschäft der NVK für politische Planung, Logistik und Finanzen. Seine Verbindungen zu dem heutigen Machthaber Kim Jong-un begannen in dieser Zeit aufgrund seiner Tätigkeit als dessen Tutor und Begleiter bei Inspektionsreisen.

### Minister für Volkssicherheit und Entlassung
Auf der dritten Parteikonferenz im September 2010 wurde Ri Myung-si zum Mitglied des Zentralkomitees der PdAK gewählt und auf der 4. Sitzung der 12. Obersten Volksversammlung im April 2011 zum Minister für Volkssicherheit ernannt, nachdem der bisherige Minister General Chu Sang-sŏng wegen Beteiligung an Korruption und lascher Personalführung abberufen wurde. Im April 2012 wurde Ri zudem zum Mitglied des Politbüros des ZK, des Zentralen Militärkomitees der PdAK sowie der Nationalen Verteidigungskommission gewählt.
Im Februar 2013 wurde Ri Myong-su als Minister für Volkssicherheit entlassen und auf der Sitzung des Zentralkomitees im März 2013 auch als Mitglied des Politbüros des ZK abberufen. Darüber hinaus wurde er auf der siebten Sitzung der 12. Obersten Volksversammlung auch als Mitglied der Nationalen Verteidigungskommission entlassen.

## Leiter des Generalstabs
Am 21. Februar 2016 berichteten nordkoreanische Medien, dass Ri Myong-su der Leiter des Generalstabs der Volksarmee sei. Ri wurde dabei während von Kim Jong-un überwachten Militärübungen der Armee sowie der Luftwaffe gezeigt. Ri tritt damit die Nachfolge von Ri Yong-gil an, der im Februar 2016 wegen Gruppenbildung und Korruption hingerichtet worden sein soll. Ri Myong-su gilt als Fachmann für Raketentechnik.